# Jim Cook (cầu thủ bóng đá, sinh năm 1904)
James Reginald Cook (sinh năm 1904) là một cầu thủ bóng đá người Anh thi đấu ở vị trí wing half.